# Vetenskapsåret 1877

## Händelser

### Astronomi

#### Okänt datum
- Den italienske astronomen Giovanni Schiaparelli tycker sig se kanaler på Mars [1].

### Teknik
- Teknologiska Institutet i Stockholm ombildas till Kungliga Tekniska högskolan.
- Det första kommersiella fjärrvärmenätet byggs i staden Lockport i USA.

## Pristagare
- Bigsbymedaljen: Othniel Charles Marsh, amerikansk paleontolog. [2]
- Copleymedaljen: James Dwight Dana, amerikansk geolog, mineralog och zoolog.
- Davymedaljen:
  - Robert Wilhelm Bunsen, tysk kemist och fysiker.
  - Gustav Kirchhoff, tysk fysiker.
- Wollastonmedaljen: Robert Mallet, irländsk ingenjör och geolog. [3]

## Födda
- 7 februari - Godfrey Harold Hardy, (död 1947), brittisk matematiker.
- 2 september - Frederick Soddy (död 1956), fysikalisk kemist.
- 11 september - James Hopwood Jeans (död 1946), brittisk matematiker, fysiker och astronom.
- 13 september - Wilhelm Filchner (död 1957), tysk forskningsresande.
- 21 oktober - Oswald Theodore Avery (död 1955),kanadensisk-amerikansk bakteriolog.
- 25 oktober - Henry Norris Russell, (död 1957), astronom.

## Avlidna
- 12 januari - Wilhelm Friedrich Benedikt Hofmeister (född 1824), tysk biolog.
- 8 mars - James Scott Bowerbank (född 1797), brittisk paleontolog.
- 17 september - William Henry Fox Talbot, (född 1800), brittisk uppfinnare, pionjär inom fotografin.
- 23 september - Urbain Jean Joseph Leverrier, (född 1811), fransk kemist och astronom.
- 26 september - Hermann Günther Grassmann, (född 1809), tysk matematiker och fysiker.

### Fotnoter
1. ↑  Astronomi, Tom McGowen, 1979
2. ↑  ”Geological Society”. Arkiverad från originalet den 21 april 2009. https://web.archive.org/web/20090421141428/http://www.geolsoc.org.uk/gsl/info/collections/archives/page753.html. Läst 13 april 2011.
3. ↑  ”Geological Society”. Arkiverad från originalet den 5 juni 2011. https://web.archive.org/web/20110605102217/http://www.geolsoc.org.uk/gsl/society/history/page750.html. Läst 13 april 2011.